# Torre de Rusia
La Torre de Rusia (en ruso: Башня «Россия», transliterado como Bashnya «Rossiya») era un rascacielos proyectado (que fue cancelado) ubicado en Moscú, cuya finalización estaba originalmente prevista para el año 2012. La altura propuesta para el edificio eran 612 metros. De acuerdo con el arquitecto jefe de este proyecto, Norman Foster, la torre se convertiría en el edificio más alto de Europa y el tercero más alto del mundo después del Burj Khalifa (ex Burj Dubái) y del Shanghái Center de 630 metros de altura, estando 2 metros más alto que el Chicago Spire. El área total de la estructura sería de 520 000 m², de los cuales 200 000 serían subterráneos. El plan previsto era que la torre tuviese 118 pisos (aunque también se había sugerido que podría tener 130 en el diseño final), 101 ascensores y un estacionamiento subterráneo para albergar a 3 680 automóviles. 
En los primeros se situarían tiendas comerciales, en el resto se ubicarían oficinas. El edificio sería capaz de albergar a 25 000 personas de forma simultánea. El lugar propuesto para la construcción de la torre era el banco de área Krasnopresnenskoy del río Moscova. Estaba previsto que la construcción del edificio comenzase el 2007. La construcción de este edificio fue aceptado por el gobierno a comienzos de 1994, y desde entonces la torre había cambiado la ubicación de su construcción al menos cinco veces. En una de esas versiones, ideada por Foster, la altura de la torre era de 1 000 m. Pero esta versión fue rechazada por el alcalde de Moscú Yury Luzhkov. El proyecto fue cancelado por falta de fondos, debido a la crisis económica del país.

## Galería

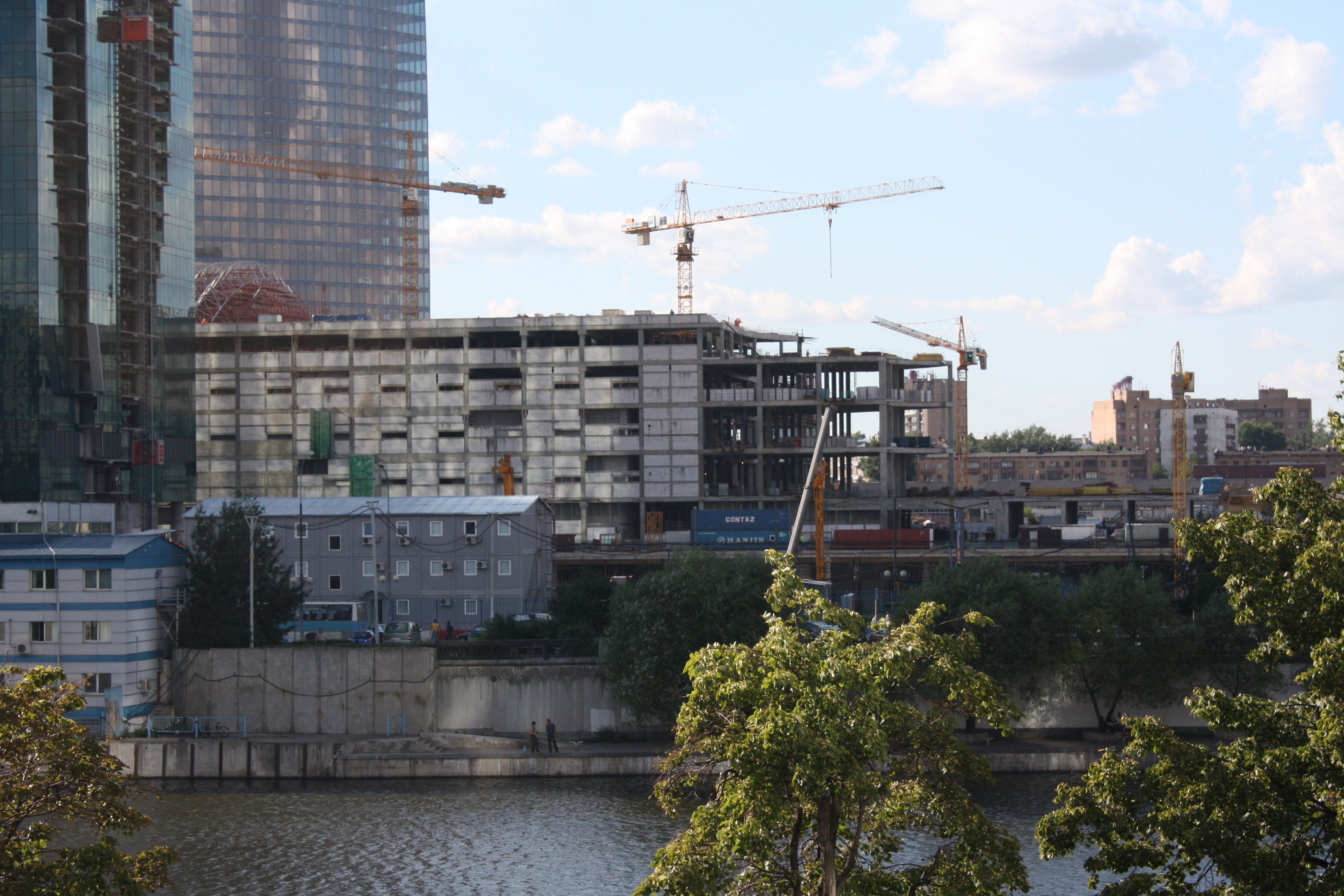
21 de Julio de 2008